# Otto Blathy
Ottó Titusz Bláthy (Tata, 11 de agosto de 1860-Budapest, 26 de septiembre de 1939) fue un ingeniero eléctrico húngaro. En su carrera, fue co-inventor del transformador eléctrico, del regulador de tensión, del vatímetro, del motor eléctrico de corriente alterna (AC), de la generación de energía eléctrica con turbina de gas y de una turbina de gas de alta eficiencia. 
La carrera de Ottó Titusz como inventor empezó durante su trabajo en Ganz Works en 1883. Allí, condujo experimentos para crear un transformador. En 1885 el modelo ZBD de transformador de corriente alterna fue inventado por tres ingenieros húngaros: Ottó Bláthy, Miksa Déri y Károly Zipernowsky (ZBD viene de sus iniciales).
Junto a su trabajo científico, Ottó Titusz Bláthy es muy conocido como autor de problemas de ajedrez. Se especializó en el campo de problemas muy largos. Probablemente mantiene el récord mundial del número total de movimientos de sus ortodoxos problemas (ver Ajedrez Grotesco para uno de sus problemas).

## Galería

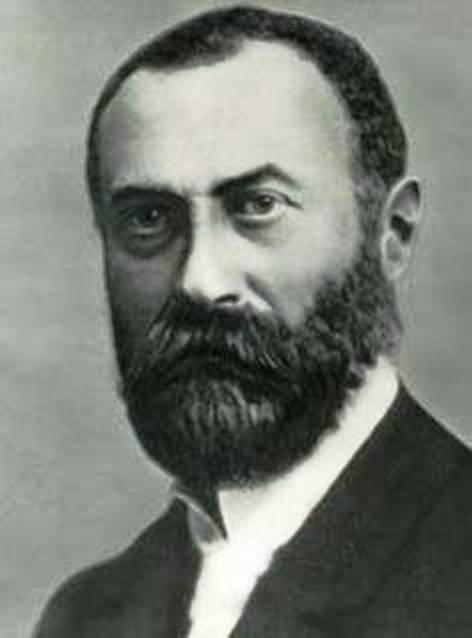
Ottó Titusz Bláthy
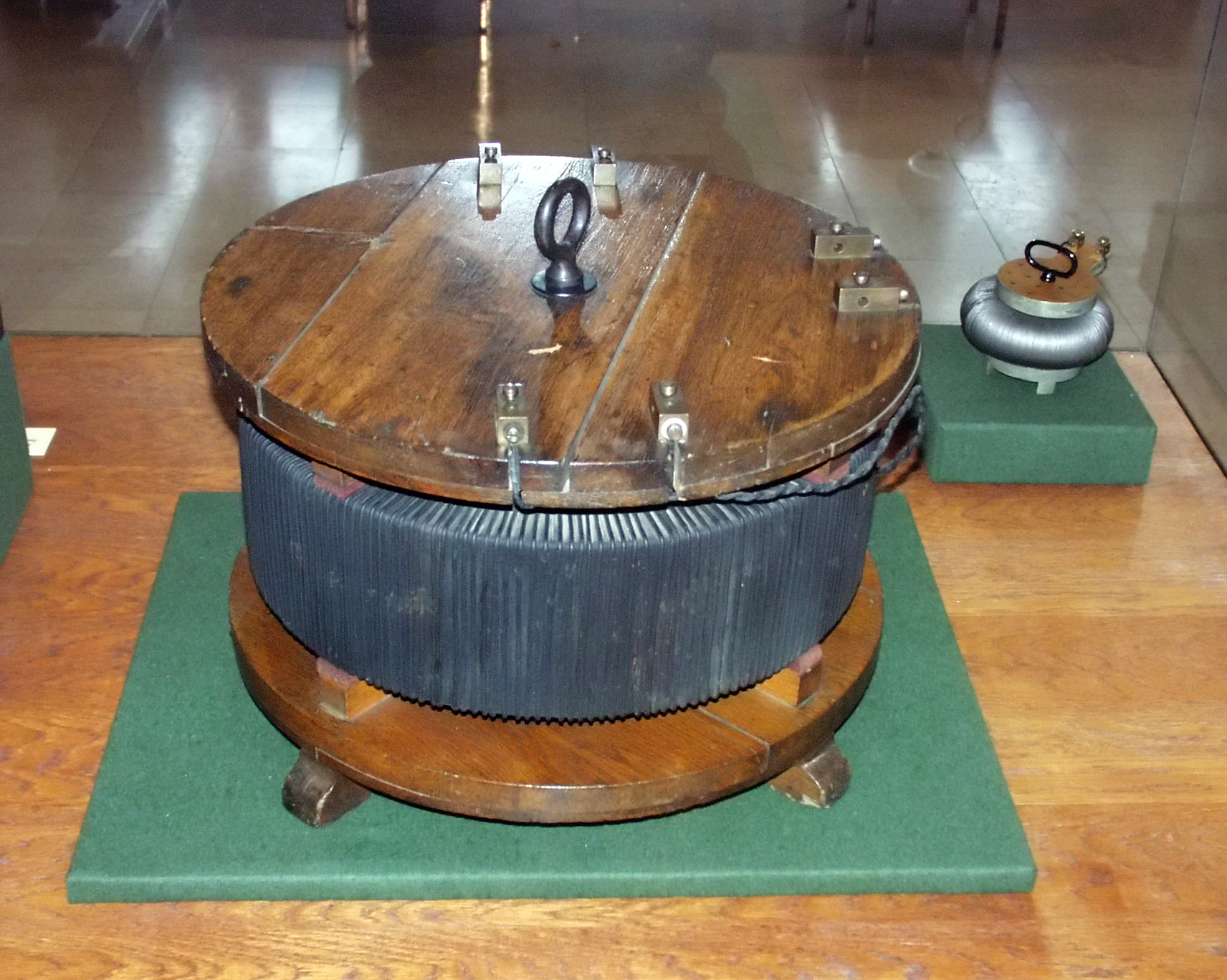
1885: ZBD-transformator
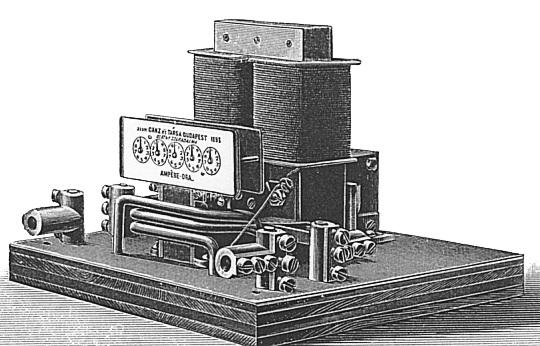
1889: Wattmeter de Bláthy